# Luka Sokolić
Luka Sokolić (Zagreb, 15. travnja 1990.), hrvatski reprezentativni rukometaš. U napadu igra na položaju srednjeg i lijevog vanjskog, a u obrani pozicije 2 i 3.
Rođen u Zagrebu. Odrastao u mjestu Križu, gdje je napravio svoje prve rukometne korake, u mjesnom rukometnom klubu Sloga Novoselec Križ. S 14 godina prešao u RK Dugo Selo, ondje proveo dvije i pol godine i potom prešao u Croatia osiguranje Zagreb. Ondje je igrao za mlađe kategorije, za prvu momčad debitirao sa 17 godina, no zbog prejake konkurencije dan na posudbu u Dubravu, pa zbog međuklupskih nesuglasica, na posudbu u Medveščak. Posudbe su se nizale.
Igrač Sloge Novoselca, Dugog Sela, Dubrave, Nexea, Gorice iz Velike Gorice, Siscije i Medveščaka, danskog KIF Koldinga, švedskog Eskilstuna Guif. U Gorici je bio najbolji strijelac hrvatskog prvenstva, čime je privukao pozornost inozemnih poslodavaca i angažman u Danskoj. Bankrotom AG Kobenhavna taj se klub fuzionirao s Koldingom u KIF Kolding Kobenhavn i Sokolić se našao u vrlo jakoj konkurenciji suigrača.
S mladom reprezentacijom 2009. osvojio je zlato na svjetskom prvenstvu.  Hrvatska mlada reprezentacija za taj uspjeh dobila je Nagradu Dražen Petrović.